# Web 2.0
Web 2.0 refererer til anden generation af tjenester, der er tilgængelige via internettet, der lader brugere samarbejde om og dele information online i sand tid (øjeblikkelig). I modsætning til den første generation (Web 1.0;  retronym) så giver Web 2.0 brugere en oplevelse, der minder om interaktiv kommunikation via internettet. 

## Web 2.0 som begreb og historisk perspektiv
Web 2.0 er anden generation af tjenester, der udbydes via internettet. Begrebet Web 2.0 er opfundet af Tim O´Reilly. 
Web 2.0 handler om at skabe relationer mellem mennesker i cyberspace, ved brug af Social Software. Dette begreb dækker over forskellige former for kommunikationsværktøjer som fx forums, blog, wikier, chats osv. Fælles for disse værktøjer er, at det er dynamiske hjemmesider, som for eksempel kan være programmeret i PHP eller ASP – der i modsætning til statiske hjemmesider bliver opdateret regelmæssigt. 
Man kan kende Social Software, ved at de er lette at finde, lette at huske, effektive at bruge og tilfredsstillende at bruge. Disse principper er kendt fra bl.a. Rolf Molich, som er ekspert i brugervenlighed. De forskellige udbydere af Social Software tilbyder for det meste disse værktøjer gratis for brugeren. 
Social software, eller på dansk sociale værktøjer, er mange-til-mange kommunikation, hvor fx E-mail er en-til-en kommunikation. 
Brug af sociale værktøjer kan være en fordel for en virksomhed, hvor de skal have intern vidensdeling. Fordelene kan også sagtens anvendes af civile mennesker, fx nogle venner, der skal på skiferie. Her kan hver person lægge forslag op i et socialt værktøj – fx en blog, hvor de diskuterer hvilket feriemål, de skal vælge, og vennerne kan herefter kommentere det på bloggen, i stedet for at de hver især skal sende mails til hinanden. 
Med dannelsen af nye muligheder gennem internettet, har unge som ældre nu muligheden for, at tage deres uddannelse over internettet. På den måde er du ikke afhængig af en klasse, lærere og bøger, og det er super nemt også bare at supplere din uddannelse med nogle enkelte fag over internettet.  
Med sociale værktøjer kan man som sagt komme i kontakt med nye mennesker. Disse funktioner bliver benyttet til mange forskellige formål, bl.a. af unge mennesker i Danmark, som bruger dem til at finde en ny kæreste eller en ny ven. Den danske tjeneste Arto.dk, har over en ½ million unge mennesker som brugere. Her mødes de jævnaldrende efter skole og skriver, chatter, diskuterer alle mulige forskellige emner mellem himmel og jord, udveksler billeder mv. – 
Den største internationale udbyder af et Social software, er MySpace, med over 20millioner brugere. MySpace blev solgt til Robert Murdochs News corp. For 580mio $. Dette viser at der også kan komme nogle rigtig gode forretninger, ud af at drive et website baseret på Social Software.
I marts, år 2012, rundede den danske befolkning 2,3 millioner brugere på Facebook. Dette gør Facebook til Danmarks største sociale værktøj.
Google og Wikipedia er begge web 2.0 applikationer, Søgealgoritmen i Googles software er baseret på at websider, som en masse andre sites linker til, er såkaldte populære websites og bliver derfor placeret højere oppe, end websites som ikke bliver linket så meget til. 
Et eksempel på Web 1.0 kan være søgemaskinerne Altavista og Yahoo, da de ser på etablerede taksonomier og top-down klassificeringer.
Andre Sociale værktøjer kunne være billedelingstjenester, linkdelingstjenester og brugerdrevne hjemmesider. I København findes der en 100 % brugerdreven hjemmeside ved navn Mitkbh.dk, websiden er en online guide, over København med vurderinger af spisesteder, barer, butikker mv. Det er kun normale brugere der laver indholdet og ikke nogen anmeldere eller journalister. 
I web 2.0 er autoriteten nemlig ikke noget man får foræret på et sølvfad, pga. en fornem titel eller position, man skal gøre sig fortjent til det, ved at skrive indholdsrige kommentarer og indlæg. 
Dog kan Web 2.0 også være skyld i, at mennesker der ikke har forstand på emner, udgiver en masse vrøvl, fx vil vi helst høre vejrudsigten fra en uddannet meteorolog og ikke en eller anden tilfældig mand, som selv tror han har forstand på at forudse vejret.

## Identitetsdannelse og web 2.0
Den anonyme virtuelle identitet brugeren af web 2.0 applikationer får, kan have stor indflydelse og påvirkning på personens egen virkelige identitet og andre menneskers hverdag i hele verdenen. Da udviklingen af teknologien, har gjort det lettere at kommunikere med hinanden over landegrænserne. Derfor får individet dækket mange af dets behov for tætte tillidsrelationer via de sociale værktøjer, som fx Facebook, Arto, MySpace osv.
En undersøgelse lavet af John A. Barg, fra Insitutet for Psykologi ved New York Universitet, viser ligeledes at personer, der møder hinanden via nettet er mere positive overfor fremmede. De fortæller hurtigere mere om sig selv og om sit ”sande jeg”. Derfor giver Internettet en mulighed for at udtrykke sider af ens ”sande jeg”, uden at være bange for de sociale konsekvenser , da man er anonym på Internettet. 
Hvis man har en stærk politisk, religiøs, kulturel eller på anden vis traditionel familie og ikke deler holdning med dem, vil det være en måde at leve et dobbeltliv, hvor man i den virkelige verden ”bliver” nødt til at leve som familien, men i den virtuelle verden, kan udforske og dele sine interesser og holdninger på tværs af landegrænser.
Et eksempel kunne være Donald Jones’s undersøgelse af Web 2.0 applikationen Second Life, hvor han har undersøgt de homoseksuelle, som dyrker en speciel homoseksuel kultur, i form af påklædning, indretning og homoseksuelle symboler, i den virtuelle verden. Donald Jones kom i snak, med en 18-årig dreng, som havde vidst i et stykke tid at han var bøsse. Hans arbejde og liv havde forhindret ham i at undersøge og afprøve sin seksualitet. Second Life verdenen har fungeret på en måde, således drengen er med i et homoseksuelt fællesskab, han normalt er udelukket fra.

## Internetafhængighed
Nogle folk bliver afhængige, da Internettet kan virke som en flugt fra virkelighedens problemer, hvor de tager en pause fra det virkelige liv. Hvis dette fører til overdrevent brug, hvor man sidder det meste af sit liv på Internettet og lukker sig inde i sit eget lille univers, blandt andre afhængige i den virtuelle verden, kan det medføre en risiko for en diagnose, som bliver taget lige så alvorlig som alkohol- og stofmisbrug. Man kan ligeledes forspilde sine sociale færdigheder, miste selvforståelsen, have svært ved at læse andres kropssprog og blive aggressiv. Internetafhængighed kan derfor føre til skilsmisse, tab af venner og familie, arbejdsløshed, økonomiske katastrofer og depressioner.

## Niveauer
Web 2.0 programmer anvender ofte en kombination af teknikker udviklet i slutningen af halvfemserne, herunder public service APIs (fra 1998), AJAX (1998) og web syndikation (1997). Tim O´Reilly definerer 4 + 1 niveauer af programmer, hvor niveau 3 er de programmer der er mest Web 2.0.
Niveau 3-programmer: Netværket er kernen i programmet og det giver ikke mening at benytte programmet uden adgang til netværket. Netværket er essentielt fordi målet er at skabe flest mulige forbindelser mellem mennesker og andre programmer. Flere mennesker forbundet til hinanden skaber bedre grundlag for denne type programmer. Programmernes hovedformål opnås gennem netværkseffekter. 
Niveau 2-programmer: Netværket er stadig en meget væsentlig faktor, men programmer kan eksistere uden at være online. Brugerens udbytte af at benytte en programmer offline vil dog være begrænset til formål der ikke er primære. 
Niveau 1-programmer: Netværket er ikke en afgørende faktor for udnyttelse af programmets værdi. Formålet med programmet kan i udstrakt grad anvendes ved at være offline og uden for nogen form for netværkseffekt. Der opnås dog fordele ved at være på netværket, men de er ikke afgørende for anvendelsen af programmet.
Niveau 0-programmer: Netværket har ingen direkte betydningen for anvendelsen af programmet. Netværket behøves kun i en indledende fase, hvor data hentes ned til programmet, hvorefter der kan opnås fuld funktionel anvendelse af programmet offline. 
Ikke-web-programmer: Programmer der ikke har fordel af at være online og som fungerer fuldt ud offline. 

## Web 2.0 som læringsredskab
Anvendes værktøjer til læring der kan siges at tilhøre Web 2.0, kan man tale om Web 2.0 er anvendt som et læringsredskab. 
Web 2.0-værktøjer til læring kan anvendes på en række forskellige måder og med forskelligt sigte.

Web 2.0-værktøjer kan anvendes som eneste kommunikationsmiddel i undervisningen. Der findes sågar hele uddannelser, der foregår via Internettet. Ligeledes kan Web 2.0-værktøjer spille rollen som et understøttende læringsredskab for den øvrige undervisning. 

Eksempler på Web 2.0-værktøjer der kan anvendes til læring er wikis og blogs. 

En wiki kan anvendes som et læringsredskab hvor de lærende skal udforme artikler og/eller redigere i allerede eksisterende artikler. Dette kan tjene flere formål. Eksempelvis kan de lærende demonstrere deres viden til fx pensum for en underviser. En wiki kan ligeledes tjene det formål at de lærende i samarbejde udvikler et noteapparat, som de senere kan gøre brug af.

En blog kan ligeledes en wiki anvendes som læringsredskab. De lærende kan anvende en sådan som et mere eller mindre personligt refleksionsredskab, eller formålet kan være, at de lærende skal demonstrere deres læring for en underviser. 
Hvis, eller snarere når, en wiki skal anvendes som læringsredskab i folkeskolen, må lærerstuderende dels lære at skrive en wiki og dels have et grundigt kendskab til web 2.0 didaktik

## Fordele og ulemper ved Web 2.0 over Web 1.0
Siden Web 2.0 er en tjeneste der gør, at vi kan samarbejde og dele information som vi vil online, vil der uden tvivl være nogle ulemper og fordele ved det. 

### Fordele
1. Det giver os mulighed for hurtigere og nemmere at dele viden med andre. Vi kan skabe store biblioteker såsom Wikipedia. Dette er især en fordel for nysgerrige folk, eller studerende.
2. Man kan udtrykke sine ideer og værdier, i fx et offentligt forum, hvor folk vil læse dem.
3. Øget globalisering. Vi kan skaffe information om andre lande ved at læse deres aviser, og kultur.

### Ulemper
1. Vi bliver mere afhængige af internettet for at få information. Dette er især fremtrædende hvis en person mister internettet i et par dage.
2. Det kan skabe skjulte grupper der deler ulovlige ting, fordi at man kan udnytte Web 2.0s anonymitet til dette.
3. Siden alle er frie til at dele information og viden, kan man nemt blive fejlinformeret.

## Eksterne kilder og henvisninger
1. ↑  Facebook statistik: Sådan er den danske befolkning fordelt efter alder og køn Arkiveret 23. april 2012 hos  Wayback Machine på nettendenser.dk (6. maj 2012)

- Wikimedia Commons har flere filer relateret til Web 2.0